# 浜栄助
浜 栄助（はま えいすけ、1925年 - 1996年6月10日）は、現在の長野県茅野市出身の教育者、植物研究家、公立高等学校教諭である。日本産スミレの研究者として知られる。

## 経歴
長野県諏訪郡永明村（現・茅野市）に生まれる。長野県諏訪中学校（現・長野県諏訪清陵高等学校）を経て、1947年、東京高等師範学校理科第三部卒業。東京第二師範学校男子部教官、長野県永明高等学校教諭、東京都立小松川高等学校教諭、長野県諏訪二葉高等学校教諭、長野県阿南高等学校教頭、長野県岡谷東高等学校教頭、長野県屋代南高等学校校長、長野県富士見高等学校校長、長野県長野西高等学校校長などを歴任し、1985年退任。長野県諏訪二葉高等学校教諭は1955年から1966年まで務めるが、その間スケート部の監督としてインターハイで女子総合優勝を導く。長野県に赴任以来、日本産スミレ属の研究に取り組み、30あまりのスミレ属の変種、品種を記載した。1964年、全国植樹祭のために長野を訪れた昭和天皇にスミレについて進講、1975年、最初の著書『原色日本のスミレ』を出版。
筑波大学教授（水圏生態学）の濱健夫は息子。

## 著書
- 『原色日本のスミレ』誠文堂新光社、1975年。
- 『写真集 日本のすみれ』誠文堂新光社、1987年。
- 『増補 原色日本のスミレ』誠文堂新光社、2002年。